# Левентис, Фил
Фил Пи́тер Леве́нтис (англ. Phil Peter Leventis; род. 3 ноября 1945, Лексингтон, Южная Каролина, США) — американский военнослужащий (лётчик-истребитель), бизнесмен и политик-демократ, член Сената Южной Каролины. Кандидат в вице-губернаторы Южной Каролины (2002). Президент и генеральный директор компании «Dixie Beverage». Ветеран войны в Персидском заливе. Лауреат Почётной медали острова Эллис (2003). Член Американского легиона. Член Зала славы Авиационной ассоциации Южной Каролины (2006).

## Биография
Родился в семье православных греков Питера П. Левентиса-младшего (1918—1988) и Тины Паласис (1919—2012). Его старший брат Питер П. «Пит» Левентис III (1943—1971), который также был военнослужащим, умер в возрасте 27 лет.
В июне 1965 года записался на лётные курсы, в августе получил свидетельство частного пилота.
В 1967 году получил свидетельство лётчика коммерческой авиации. В этом же году стал пилотом-инструктором, летал на самолёте T-38, обучал служащих ВВС США и Германии на авиационной базе «Шеппард» (Техас).
Окончил Виргинский университет со степенью бакалавра аэрокосмической техники (1969) и корпус подготовки офицеров запаса со званием второго лейтенанта.
В 1969—1974 годах служил в Военно-воздушных силах США, имеет более 3 600 часов полёта на самолётах F-102, A-7, T-33, F-16 (F-16A и F-16C), а также 21 боевой вылет в Кувейте и Ираке в ходе операции «Буря в пустыне». В 1974—1999 годах служил в Военно-воздушных силах Национальной гвардии США в Южной Каролине, вышел в отставку в качестве помощника генерал-адъютанта. После выхода в отставку получил звание бригадного генерала.
В 1978—1980, 2000—2005 годах — член совета директоров Пивной ассоциации Южной Каролины.
В 1979—1980 годах — член совета директоров Ротари-клуба и Торговой палаты Самтера (Южная Каролина).
В 1980—2012 годах — член Сената Южной Каролины.
В 2008 году Сенат Южной Каролины принял внесённую Левентисом и др. резолюцию в поддержку религиозной свободы для Вселенского Патриархата Константинополя. В резолюции, являющейся частью инициированного в 2006 году Орденом святого апостола Андрея проекта «Religious Freedom Resolutions», содержится призыв к правительству Турции уважать религиозные свободы и права греческого православного меньшинства в преимущественно мусульманской стране после десятилетий юридических споров, конфискации имущества и закрытия в 1971 году единственной православной духовной семинарии в Турции — Халкинской богословской школы.
Продолжает летать на собственном самолёте Cessna 421.

## Личная жизнь
С 1969 года женат на Эллен Левентис, также бывшей военнослужащей, в браке с которой имеет четверых детей. Семья проживает в Самтере.